# La Grandville

La Grandville este o comună în departamentul Ardennes din nordul Franței. În 1 ianuarie 2022 avea o populație de 765 de locuitori.